# ایستگاه شنود لوردس

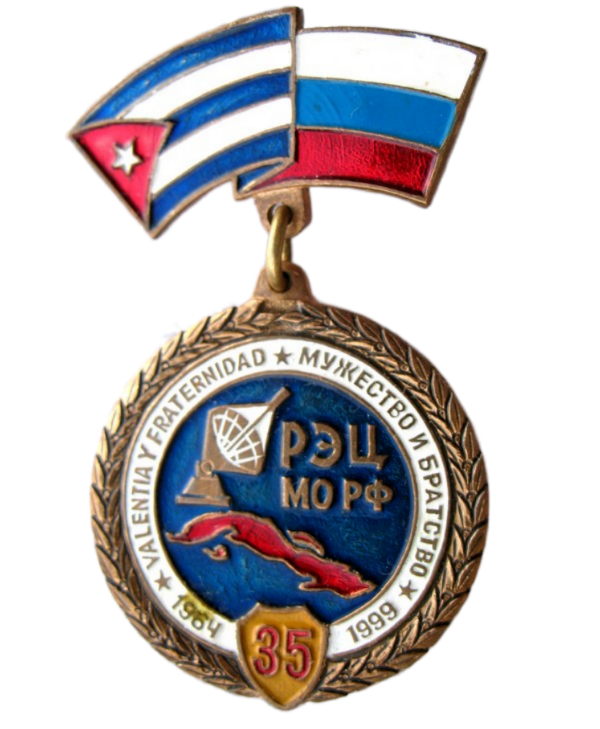
آرم سی‌وپنجمین سالگرد ایستگاه شنود لوردس (۱۹۶۴ تا ۱۹۹۹)

 ایستگاه لوردس (به روسی: Радиоэлектронный центр в Лурдесе) نام ایستگاه بزرگ شنود الکترونیک متعلق به روسیه است که در نزدیکی هاوانا، پایتخت کوبا واقع شده‌است. در دوره جنگ سرد، ایستگاه لوردس، ارتباطات الکترونیکی ایالات متحده آمریکا را شنود می‌کرد.
ایستگاه لوردس نخستین‌بار در سال ۱۹۶۷ میلادی، عملیاتی شد. این پایگاه هم‌چنین ارتباطات رمزی نیروی دریایی اتحاد جماهیر شوروی را تأمین می‌کرد.

## جنگ سرد
گفته می‌شد که در دوره جنگ سرد، این پایگاه، بزرگ‌ترین مرکز شنود کاگ‌ب در خارج از مرزهای اتحاد جماهیر شوروی بوده‌است.